# Макдугалл, Уильям
Уильям Макдугалл (25 января 1822 года, Йорк (Торонто), Верхняя Канада — 29 мая 1905 года, Оттава, Онтарио, Канада) — канадский политик, первый лейтенант-губернатор Северо-Западных территорий. Является одним из отцов канадской конфедерации — принимал участие во всех трёх конференциях, предваряющих её образование.

## Биография
Уильям Макдугалл родился в семье фермера Даниеля Макдугалла и Ханны Мэттьюс в ферме на Янг-стрит. Он посещал школу в Торонто, а в 1837 году стал свидетелем событий у таверны Монтгомери во время восстания в Верхней Канаде. В 1840 году поступил в академию Верхней Канады в Кобурге, где получил либеральное образование по самым прогрессивным методикам своего времени. В академии преподавали выпускники университетов США, основной акцент был сделан на публичные речи, что повлияло на будущую карьеру Макдугалла.
Предположительно, в 1841 году он покинул академию и начал заниматься с адвокатом Джеймсом Херви Прайсом, который защищал интересы аграриев. Он поддерживал взгляды своего работодателя, а также помогал ему в работе в качестве комиссара по землям короны в правительстве Болдуина — Лафонтена (1841—1851 годы). В 1847 году Макдугал начал практику в качестве адвоката, стремясь заработать деньги для занятий журналистом, которые больше удовлетворяли его амбициям. В 1847 году он начал работать в журнале Canadian Agriculturist. В ходе работы Макдугалл со своим коллегой Джорджем Баклендом основали сельскохозяйственную ассоциацию Верхней Канады, которая привела Макдугалла в политику.
Первый раз женился в Торонто 3 мая 1845 года на Амелии Кэролин Истон. Известно, что у них было как минимум семь сыновей и две дочери. Овдовел в 1869 году. Повторно женился в Кобурге 18 ноября 1872 года на Мари Аделаиде Бити. У них было трое сыновей. В 1890 году Макдугалл вышел из движущегося поезда и повредил спину. Умер в 1905 году после долгой болезни, не оставив наследства.

## Clear Grit
В 1848 году вышел законопроект о потерях в восстании, а уже в 1849 году недовольные реформаты, сформировавшие аграрное крыло Clear Grit, стали собираться в доме Макдугалла. Активисты крыла выступали за демократизацию канадской политики и идею ответственного правительства. В 1851 году созданный Макдугаллом журнал North American опубликовал политическую платформу течения, с долгосрочными и краткосрочными планами. Краткосрочные планы, которые включали упрощение легальных процедур, переход на десятичную систему валюты, улучшение качества общественных работ, были основным приоритетом Макдугалла и стояли выше политической солидарности. В это время журналист Макдугалл бросил вызов позициям газеты Globe, выпускаемой Джорджем Брауном.
Макдугалл пошёл на сделку, предоставив свой журнал правительству в обмен на представительство крыла в кабинете. Сторонники обвиняли его в отходе от своих взглядов, однако сам Макдугалл заявлял, что через несколько лет объединение провинций станет триумфом идей Clear Grit. Однако, вернувшись со всемирной выставки в Нью-Йорке в 1853 году он застал политическое крыло расколотым.

## Политическая карьера
В середине 1850-х годов Макдугалл окончательно перешёл в политику. Он продал свой North American Брауну и перешёл в The Globe в качестве одного из авторов. Он баллотировался на выборах 1854 и 1857 годов, оба раза безуспешно. Только в 1858 году он стал членом законодательного собрания, заняв место Брауна. Он поддерживал его взгляды, был сторонником объединения Верхней и Нижней Канады, однако в 1860 году покинул газету из-за разногласий, связанных с выбором политического пути.
В 1862 году Макдугалла звали в гильдию в Верхней Канаде, но политическая активность не позволила ему заняться практикой. Вместе с тем, он удивил коллег войдя в кабинет министров Джона Санфилда Макдональда в качестве министра по землям короны. Будучи на посту до 29 марта 1864 года, он продавал земли для развития ферм, а также вернул индейцев на Манитулин, задав тон в отношениях с коренными народами.
Макдугалл стал частью большой коалиции и принимал участие во всех трёх конференциях по созданию Канадской конфедерации. В первом правительстве страны он стал министром общественных работ. В декабре 1867 года он представил ряд резолюций о присоединении к конфедерации Земли Руперта, что в дальнейшем послужило причиной его назначения на пост первого лейтенант-губернатора Северо-Западных территорий. Его методы управления привели к недовольству метисов и восстанию на Ред-ривер.
30 октября Макдугалл был доставлен в Пембину, где ему не дали объявить канадский суверенитет. Управление территорией было возвращено Компании Гудзонова залива, а Макдугалл вернулся в Канаду, чувствую себя преданным. Он возложил вину за своё беспомощное положение на Джозефа Хоу, секретаря провинции.
Позднее принимал участие в установке границ между Онтарио и Манитобой.